# Пучинне
Пучинне (рос. Пучинное) — селище у Карасуцькому районі Новосибірської області Російської Федерації.
Входить до складу муніципального утворення Знаменська сільрада. Населення становить 26 осіб (2010).

## Історія
Згідно із законом від 2 червня 2004 року органом місцевого самоврядування є Знаменська сільрада.

## Населення
| 2002 | 2007 | 2010 |
| ---- | ---- | ---- |
| 84   | ↘74  | ↘26  |